# Naufragio nel Canale di Sicilia del 30 giugno 2014
Il Naufragio nel Canale di Sicilia del 30 giugno 2014 è avvenuto al largo delle coste di Pozzallo, in Sicilia, nella notte tra il 30 giugno e il 1º luglio 2014, quando un peschereccio di migranti africani è stato soccorso dalla fregata Grecale della Marina Militare. L'incidente ha causato la morte di 45 migranti, tutti maschi adulti originari dell'Africa subsahariana, deceduti per asfissia nella stiva nel natante.

## Dinamica del disastro
Il motopeschereccio coinvolto nel sinistro era partito dalle coste libiche in sovraccarico, in quanto erano stipati sul natante circa 600 migranti, quasi tutti provenienti dall'Africa subsahariana. La gran parte dei migranti era stata ammassata nella stiva dell'imbarcazione, in condizioni igieniche precarie e senza possibilità di movimento negli spazi angusti. Durante un momento imprecisato della traversata verso le coste siciliane, la stiva nella nave ha iniziato a riempirsi di fumo di scarico proveniente dai motori dell'imbarcazione, comportando la morte di 45 migranti per asfissia o per annegamento in seguito al riempimento della stessa stiva di acqua che era stata imbarcata dal natante.
Non appena entrata nelle acque territoriali italiane, la nave è stata soccorsa dalla fregata Grecale della Marina Militare, che ha tratto in salvo i 566 superstiti, tra cui numerosi bambini e donne incinte, conducendoli verso il Porto di Pozzallo. Nella stiva della nave sono stati rinvenute le salme delle 45 vittime, che sono state trasferite al cimitero di Pozzallo.

## Conseguenze
L'incidente, avvenuto in uno dei mesi più tragici per numero di vittime nelle traversate del Mar Mediterraneo, ha causato commozione e indignazione, con ampia risonanza internazionale. In seguito all'incidente, presidente della Commissione Europea in pectore, Jean-Claude Juncker, ha ipotizzato la nomina di un commissario europeo ad hoc per fronteggiare la crisi migratoria; la delega per la gestione dei flussi migratori è stata in seguito assegnata al Commissario europeo per le Migrazioni, Affari interni e Cittadinanza.
I funerali delle vittime, non tutte identificate, si sono tenuti il 22 luglio 2014 a Pozzallo, nel cui cimitero hanno trovato sepoltura parte dei migranti.

## Commemorazioni
Il 14 gennaio 2024, anno in cui ricorre il decennale della strage, è stato inaugurato a Pozzallo un monumento in memoria delle vittime del naufragio. Il monumento, composto da una stele, dall'elica originale del motopeschereccio, per l'occasione restaurata, e da un timone, è stato collocato nel Lungomare Raganzino, non molto lontano dal porto in cui sono approdati i sopravvissuti.